# Ambassade des Pays-Bas en France
L'ambassade des Pays-Bas en France (en néerlandais : Ambassade van Nederland in Frankrijk) est la représentation diplomatique du royaume des Pays-Bas auprès de la République française. Elle est située 7-9 rue Éblé, à l'angle avec la rue Masseran, dans le 7e arrondissement de Paris, la capitale du pays.
Le gouvernement des Pays-Bas possède également l'hôtel d'Avaray, un hôtel particulier du XVIIe siècle, situé 85 rue de Grenelle, également dans le 7e arrondissement, qui sert de résidence à l'ambassadeur des Pays-Bas et pour l'accueil de réceptions diplomatiques.
L'ambassadeur des Pays-Bas en France est Jan Versteeg depuis le 13 octobre 2022, date de sa remise de lettres de créance au président de la République Emmanuel Macron. Il est nommé en conseil des ministres le 17 décembre 2021.

## Ambassade
La section consulaire de l'ambassade a compétence sur l'ensemble du territoire français.

## Ambassadeurs des Pays-Bas en France
Les ambassadeurs des Pays-Bas en France sont successivement :
| Date de nomination | Date de nomination | Date de remise des lettres de créance | Date de remise des lettres de créance | Ambassadeur                                  |
| ------------------ | ------------------ | ------------------------------------- | ------------------------------------- | -------------------------------------------- |
| ?                  |                    | 5 juin 1919                           | [ JORF 1 ]                            | John Loudon                                  |
| ?                  |                    | 1940                                  |                                       |                                              |
| ?                  |                    | 14 décembre 1948                      | [ JORF 2 ]                            | Pim van Boetzelaer van Oosterhout            |
| ?                  |                    | 30 janvier 1958                       | [ JORF 3 ]                            | Johan Willem Beyen                           |
| ?                  |                    | 30 septembre 1963                     | [ JORF 4 ]                            | Adolph Willem Carel Bentinck van Schoonheten |
| ?                  |                    | 6 novembre 1970                       | [ JORF 5 ]                            | Johan A. de Ranitz                           |
| ?                  |                    | 25 septembre 1980                     | [ JORF 6 ]                            | Age Robert Tammenoms Bakker                  |
| ?                  |                    | 13 février 1985                       | [ JORF 7 ]                            | Maximilien Vegelin van Claerbergen (nl)      |
| ?                  |                    | 6 octobre 1989                        | [ JORF 8 ]                            | Henry Wijnaendts (nl)                        |
| ?                  |                    | 11 décembre 1997                      | [ JORF 9 ]                            | Ronald van Beuge (nl)                        |
| ?                  |                    | 2 février 2001                        | [ JORF 10 ]                           | Christiaan Mark Johan Kroner                 |
| ?                  |                    | 8 septembre 2006                      | [ JORF 11 ]                           | Hugo Hans Siblesz                            |
| ?                  |                    | 11 juillet 2012                       | [ JORF 12 ]                           | Everardus Kronenburg                         |
| ?                  |                    | 13 octobre 2017                       | [ JORF 13 ]                           | Pieter de Gooijer                            |
| 17 décembre 2021   |                    | 13 octobre 2022                       | [ JORF 14 ]                           | Jan Versteeg                                 |

## Histoire
Au cours du XVIIe et XVIIIe siècles, les Provinces-Unies n'avait pas de résidence fixe pour leur ambassadeur ou plénipotentiaire auprès du roi de France. Ils habitent, en location, dans différents lieux de Paris. Ainsi : 
- Gideon van Boetzelaer, seigneur de Langerak, habitat juste à côté du Luxembourg de 1614 à 1634[3] ;
- Pierre de Groot, fils de Grotius, résida rue de l'Université de 1670 à 1672[3] ;
- Willem van Wassenaer, résida à l'angle de l'ancienne rue Taranne (aujourd'hui partie du boulevard Saint-Germain) et de la rue des Saints-Pères de 1680 à 1689[3] ;
- Différents envoyés extraordinaires (pour cause de guerre, les Provinces-Unies n'entretenaient alors pas d'ambassadeur en France)[3] résidèrent à l'hôtel de la reine Marguerite, rue de Seine de 1689 à 1718 puis Coenraedt van Heemskerck et Maurits van Nassau habitèrent également cet hôtel particulier, transformé entretemps en résidence luxueuse[3] ;
- Cornelis Hop résida dans le faubourg Saint-Honoré de 1718 à 1725 ;
- Son successeur Willem Borel résida lui à la limité du faubourg Saint-Germain, alors près de l'église Saint-Germain-des-Prés[3] ;
- Son successeur résida également dans le faubourg Saint-Germain[3] ;
- Abraham van Hoey qui le remplaça habita rue de Richelieu jusqu'à fin 1743[3] ;
- Le chevalier de Stuers résida avenue Kléber, qui était également le siège de la légation dans les années 1900, au no 55, tandis que la chancellerie était située 59 rue Boissière[4] ;
- Après la Première Guerre mondiale, John Loudon l'installa dans un appartement avenue Victor-Hugo[3] ;

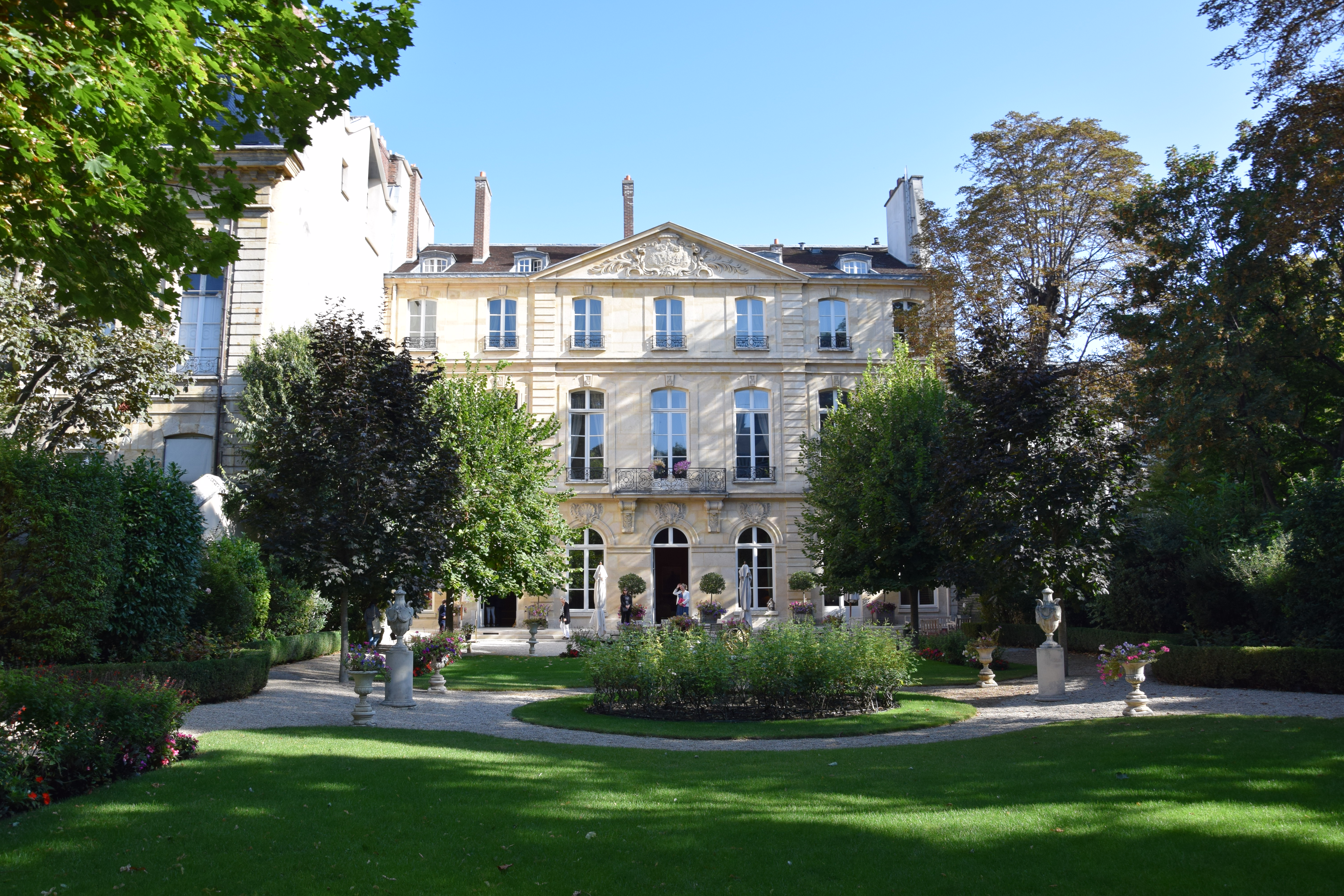
L'hôtel d'Avaray, résidence de l'ambassadeur des Pays-Bas en France.

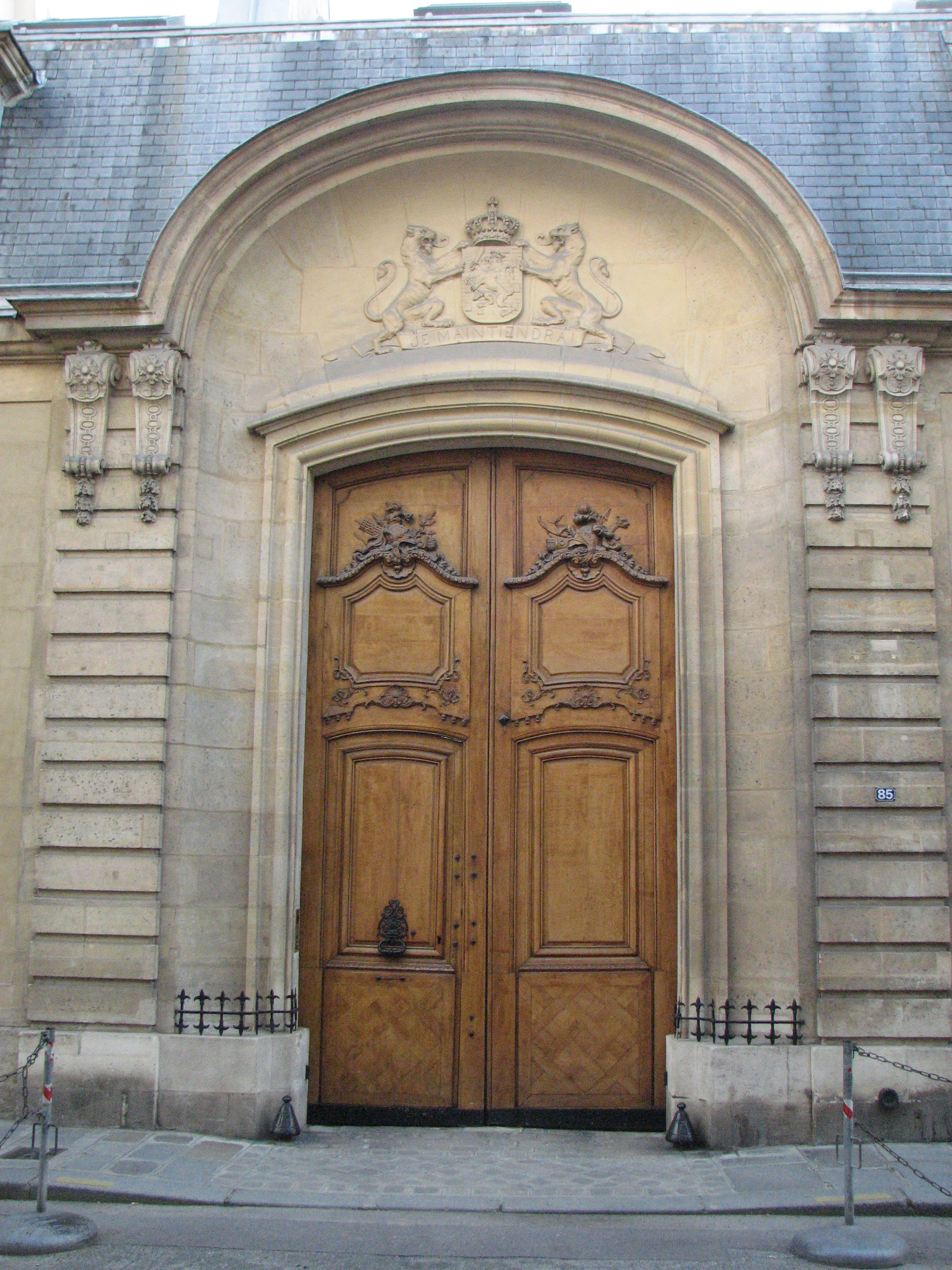
Porche d'entrée de l'hôtel d'Avaray, avec les armoiries des Pays-Bas et leur devise « Je maintiendrai ».

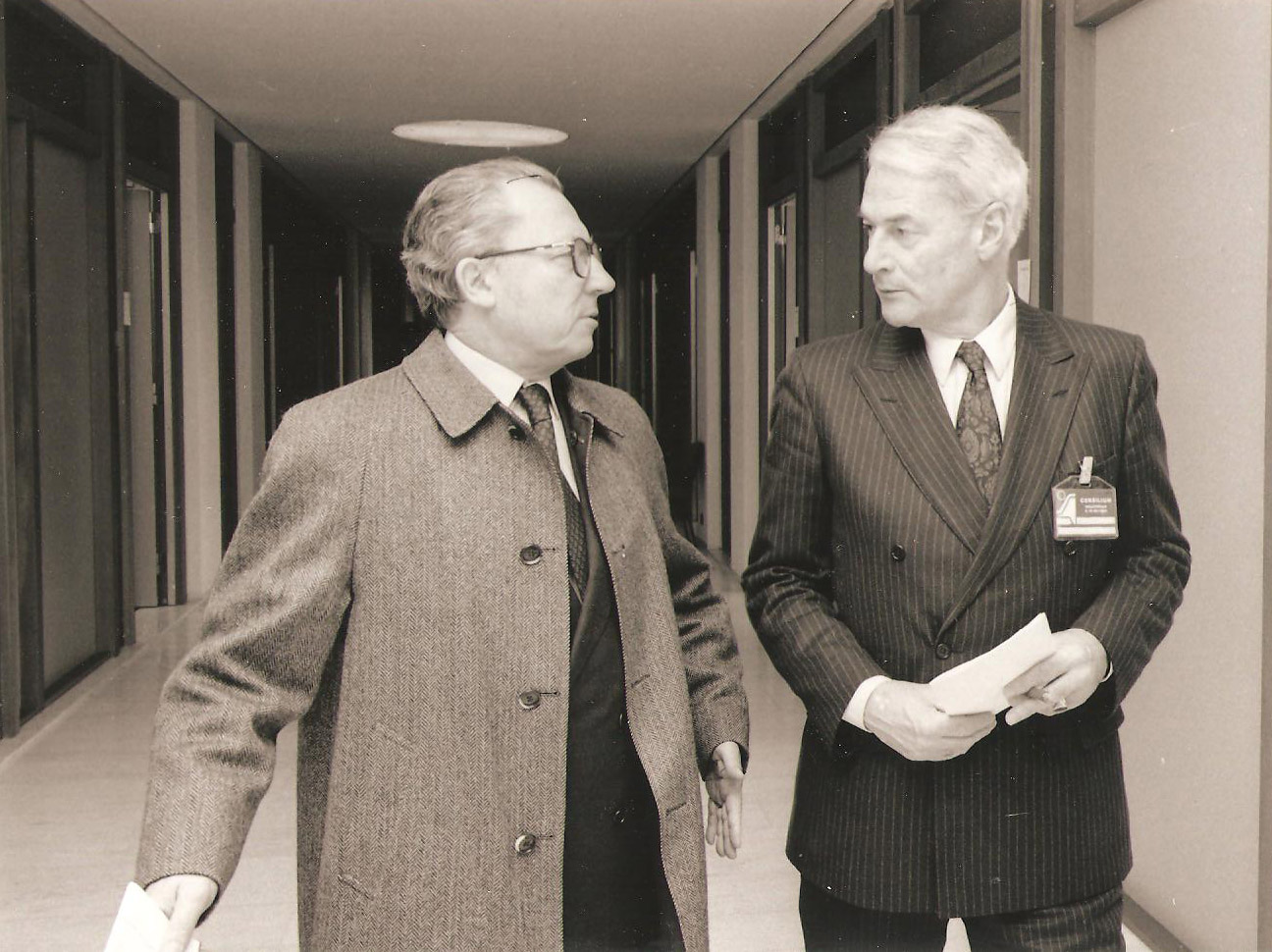
Ronald van Beuge (à droite), ambassadeur des Pays-Bas en France entre 1997 et 2001, avec Jacques Delors à l'ambassade.

Le 1er avril 1920, le gouvernement des Pays-Bas rachète aux deux fils du duc d'Avaray, mort 25 ans plus tôt, l'hôtel d'Avaray. L'ambassadeur Loudon le fait restaurer et y emménage l'ambassade. 
En 2009, cet hôtel sert de lieu de tournage pour le film Intouchables. L'ambassade reverse l'intégralité du cachet reçu pour la location à la restauration du Collège néerlandais à la Cité internationale universitaire de Paris. 
L'ancien l'hôtel de Bisseuil porte aussi le nom d'hôtel des Ambassadeurs de Hollande. Cet hôtel particulier se trouve rue Vieille-du-Temple dans le Marais. On retrouve une trace officielle de ce nom au milieu du XVIIIe siècle dans un acte d'adjudication. Pourtant aucun ambassadeur de Hollande ne semble y avoir résidé. Mais de 1720 à 1727 y a probablement vécu Marcus Guitton, chapelain de l'ambassade. Il y célébrait les messes du culte réformé auxquelles assistaient sans doute de nombreux Français. Depuis la révocation de l'édit de Nantes par Louis XIV, seuls les ambassades pouvaient disposer de lieux de culte protestant. L'ambassadeur Cornelis Hop avait même demandé que des offices soient célébrés en français.
Pendant une rénovation en 2016, l'ambassade s'est installée temporairement dans des bureaux au 29e étage de la tour Montparnasse.

## Consulats
Outre la section consulaire de l'ambassade, les Pays-Bas possèdent des consulats honoraires à Ajaccio, Bordeaux, Brest, Calais, Cayenne, Fort-de-France, Le Havre, Lille, Lyon, Marseille, Montpellier, Nantes, Nice, Nouméa, Papeete, Perpignan, Pointe-à-Pitre, Rouen (jusqu'au 1er janvier 2010), Strasbourg, Toulouse, ainsi qu'un vice-consulat à Saint-Louis,.